# スフォリアテッレ

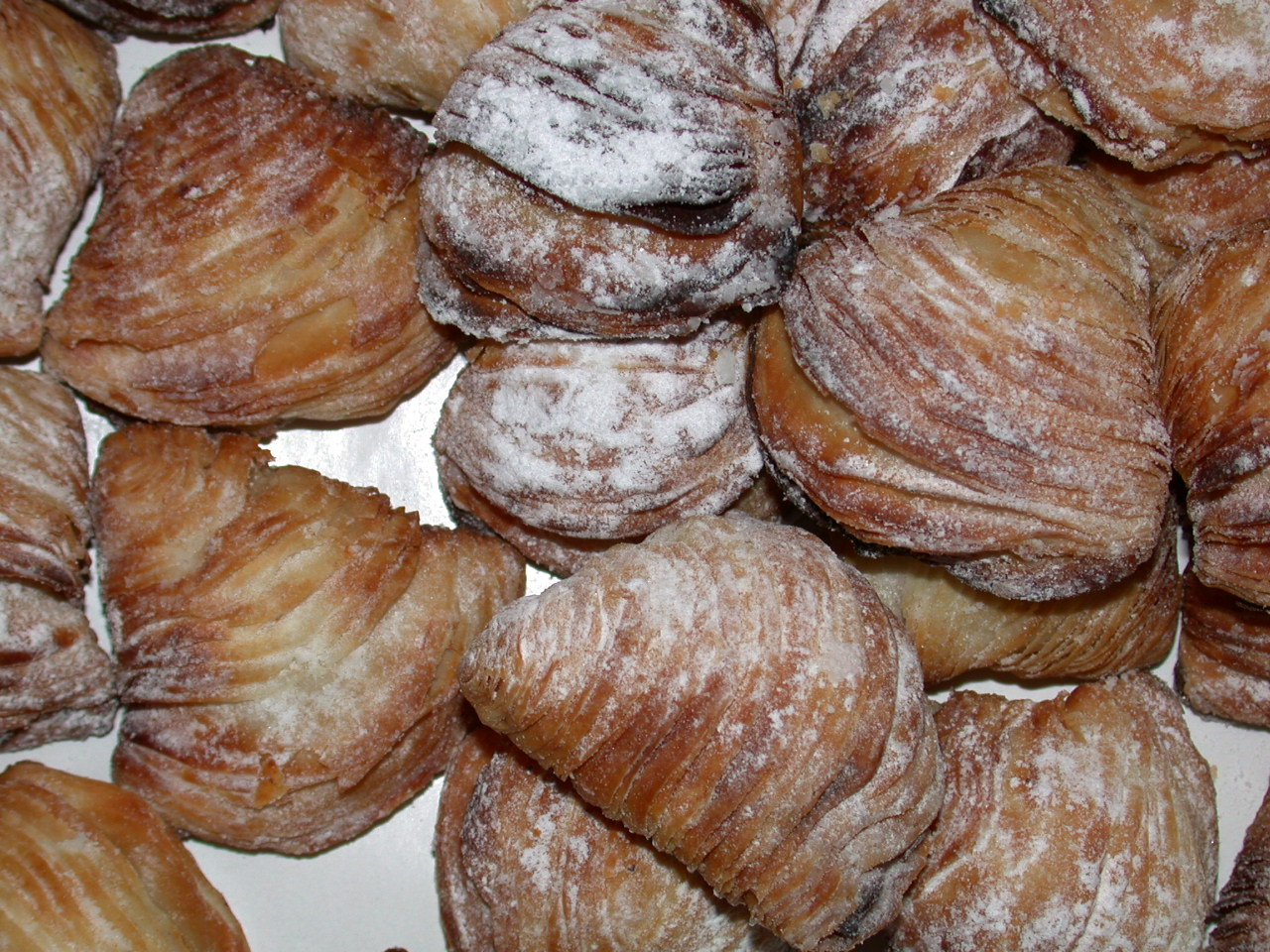
スフォリアテッラ

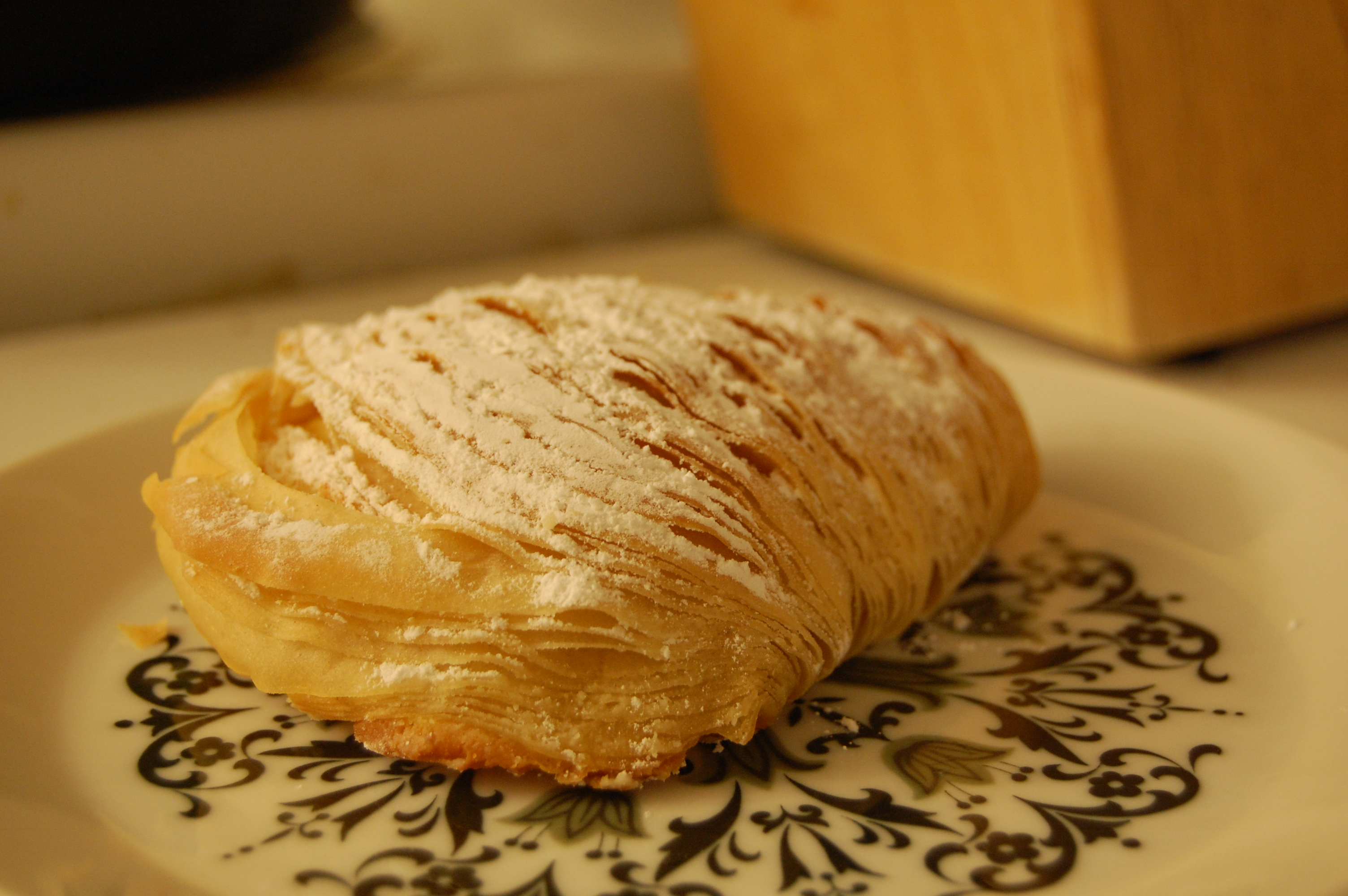
スフォリアテッラ

スフォリアテッラまたはスフォッリャテッラ (sfogliatella)は、イタリア、ナポリ地方の名物の焼き菓子。その名称はイタリア語で"ひだを何枚も重ねた"という意味を持つ。アマルフィ地方の修道院が発祥であるとの説がある。スフォリアテッレ(sfogliatelle)は複数形。
貝殻をかたどったひだが何層もあるパイ状の生地の中にリコッタチーズ、カスタードクリームやアーモンドクリーム等を入れ、オーブンで焼き上げる。パリパリとした非常に硬い焼き上がりとなるが、美味。ナポリ以外でもイタリアを代表する菓子として高級レストランのデザートなどに登場する。

## 発祥
スフォリアテッラは17世紀、アマルフィ海岸に面した、サレルノ県コンカ・デイ・マリーニにある「リマの聖ローサ修道院(Conservatorio di Santa Rosa da Lima)」で生まれた。その誕生は極めて偶然だった。ある日のこと、修道院の厨房にあるセモリナ粉が傷みつつあった。これを見つけた厨房係の修道女は、それを捨てる代わりに、乾燥果物、砂糖、リモンチェッロを少量ずつ加えることである餡を得た。そして出来上がった餡を包むため折りパイ生地の先端部分を利用し、餡を詰めたパイを高温の竃に入れた。出来上がったこの菓子は修道女たちや修道院近隣の住民の間でとても人気となり、修道院にちなんで「サンタローサ(聖ローサ)」と呼ばれるようになった。1818年、ナポリ人パスクアーレ・ピンタウロが経緯は不明ながらそのサンタローサの秘密のレシピを手に入れた。彼はレシピに軽いアレンジを加え、新しく貝の形に作ることを思いつき、今につながるスフォリアテッラを生みだした。現在でも彼の菓子屋は、営業の仕方は変わってしまったが、200年前と変わらずナポリのトレド通りに店舗を構えている。